# Rosyth
Rosyth (se prononce « Ross-sythe » ; Ros Fhìobh en gaélique (gd), mais on rencontre aussi parfois Ros Saidhe ou Ros Saoithe) est une ville située sur l'estuaire de la rivière Forth, le Firth of Forth, sur la côte est de l'Écosse. Au sud, à environ 1,6 kilomètre, se situe Dunfermline, et Fife, à environ 19 kilomètres au nord-ouest d'Édimbourg, et Lothian au sud.

## Port
Le secteur le plus connu est la construction navale, qui autrefois était un chantier de construction navale royal fondé en 1909. La ville construite pour loger les ouvriers est conçue comme un jardin d’enfants avec ses petits ensembles communautaires d’habitations.
Le chantier de construction navale s’étendant sur une superficie de 5 kilomètres carrés, a fermé ses portes en 1994, mais reste un lieu de visite pour les touristes amateurs d’histoire navale.
Le port fut aussi connu comme lieu de démantèlement de grands navires civils et militaires, comme beaucoup de navires de la Royal Navy ou encore des paquebots comme le Leviathan en 1938.
Une partie de la base navale de Rosyth actuellement privatisée a été acquise par une compagnie internationale, Babcock, qui est devenue un établissement de maintenance et d'entretien de sous-marins nucléaires de la Royal Navy.
Un bac relie régulièrement Rosyth avec Zeebruges en Belgique (bacs de Superfast).

## Base navale
Pendant la Seconde Guerre mondiale, Rosyth était la plaque tournante des patrouilles navales composées de destroyers et de sous-marins chargés de surveiller la mer du Nord. Plusieurs navires de guerre basés sur Rosyth pour protéger cette route de ravitaillement indispensable pour la Grande-Bretagne, tels que le HMS Spearfish ont disparu au fond de l'océan.
Pendant la guerre froide avec l'URSS, Rosyth était la base privilégiée des sous-marins nucléaires.